# Опыт Троутона — Нобла
Опыт Троутона — Нобла был попыткой обнаружить движение Земли через эфир. Опыт проведён в 1901—1903 годах Фредерик Томас Троутон и H. R. Noble. Он был основан на предположении Джорджа Фитцджеральда, что заряженный плоскопараллельный конденсатор, движущийся через эфир, должен ориентироваться перпендикулярно движению. Как и в более раннем эксперименте Майкельсона — Морли, Траутон и Нобл получили нулевой результат: нельзя было обнаружить никакого движения относительно эфира. Этот нулевой результат был воспроизведён в последующих попытках с возрастающей точностью Рудольфом Томашеком (1925, 1926), Чейзом (1926, 1927) и Хейденом в 1994 году. Теперь видно, что такие экспериментальные результаты, согласующиеся со специальной теорией относительности, отражают справедливость принципа относительности и отсутствие какой-либо абсолютной системы покоя (или эфира). Эксперимент является проверкой специальной теории относительности.
Опыт Траутона — Нобла также связан с мысленными экспериментами, такими как «парадокс Траутона — Нобла» и «прямоугольный рычаг» или «парадокс Льюиса — Толмена». Для решения этого парадокса было предложено несколько объяснений, и все они согласуются со специальной теорией относительности.

## Опыт
В опыте подвешенный плоскопараллельный конденсатор удерживается тонким скрученным волокном и заряжается. Если бы теория эфира была верна, изменение уравнений Максвелла из-за движения Земли через эфир привело бы к крутящему моменту, заставляющему пластины выровняться перпендикулярно движению. Это можно записать в виде
{\displaystyle \tau =-E'{\frac {v^{2}}{c^{2}}}\sin 2\alpha '}
где {\displaystyle \tau } — крутящий момент, {\displaystyle E} — энергия конденсатора, {\displaystyle \alpha } — угол между нормалью к пластине и скоростью.
С другой стороны, утверждение специальной теории относительности о том, что уравнения Максвелла инвариантны для всех систем отсчета, движущихся с постоянными скоростями, не предсказывает крутящего момента (нулевой результат). Таким образом, если эфир не закреплён каким-либо образом относительно Земли, то опыт является проверкой того, какое из этих двух описаний является более точным. Таким образом, его нулевой результат подтверждает лоренц-инвариантность специальной теории относительности.
Однако если отрицательный результат опыта легко объяснить в покоящейся системе отсчёта устройства, то объяснение с точки зрения подвижной системы отсчета (относительно вопроса о том, должен ли возникать такой же крутящий момент, как в «эфирной системе» описанный выше, или крутящий момент вообще не возникает) гораздо сложнее и называется «парадоксом Троутона — Нобла», который можно решить несколькими способами (см. решения ниже).

## Парадокс прямого углового рычага
Парадокс Троутона — Нобла по существу эквивалентен в мысленном эксперимент под названием «парадокс прямоугольного рычага», впервые рассмотрен Гилберт Ньютон Льюисом и Ричард Чейза Толменом в 1909 году. Предположим, прямоугольный рычаг с концами обозначенными abc. В системе покоя силы {\displaystyle f_{y}} в сторону ба и {\displaystyle f_{x}} по направлению к bc должны быть равены для достижения равновесия, поэтому закон рычага не даёт крутящего момента:
{\displaystyle \tau '=L_{0}\left(f'_{x}-f'_{y}\right)=0}
где {\displaystyle \tau } — это крутящий момент, и {\displaystyle L_{0}} остаточная длина одного плеча рычага. Однако из-за сокращения длины ba длиннее, чем bc в недвижущейся системе, поэтому закон рычага даёт:
{\displaystyle \tau =f_{x}\cdot L_{0}-f_{y}\cdot L_{0}{\sqrt {1-{\frac {v^{2}}{c^{2}}}}}=L_{0}\left(f_{x}-f_{y}{\sqrt {1-{\frac {v^{2}}{c^{2}}}}}\right)}
Видно, что крутящий момент не равен нулю, что, по-видимому, привело бы к вращению рычага в неподвижной системе координат. Поскольку вращение не наблюдается, Льюис и Толмен пришли к выводу, что крутящего момента не существует, поэтому:
{\displaystyle {\frac {f_{x}}{f_{y}}}={\sqrt {1-{\frac {v^{2}}{c^{2}}}}}}
Однако, как показал Макс фон Лауэ (1911), это противоречит релятивистским выражениям для силы,
{\displaystyle f_{x}=f'_{x},\ f_{y}=f'_{y}\cdot {\sqrt {1-{\frac {v^{2}}{c^{2}}}}}}
который даёт
{\displaystyle {\frac {f_{x}}{f_{y}}}={\frac {1}{\sqrt {1-{\frac {v^{2}}{c^{2}}}}}}}
Применительно к закону рычага возникает следующий крутящий момент:
{\displaystyle \tau =-L_{0}\cdot f'_{x}\cdot {\frac {v^{2}}{c^{2}}}}
Это принципиально та же проблема, что и в парадоксе Трутона — Нобла.

## Решения
Подробный релятивистский анализ как парадокса Трутона — Нобла, так и парадокса прямоугольного рычага требует осторожности, чтобы правильно согласовать, например, эффекты, видимые наблюдателями в разных системах отсчёта, но в конечном итоге показано, что все такие теоретические описания дают один и тот же результат. В обоих случаях кажущийся результирующий крутящий момент на объекте (если смотреть из определённой системы отсчета) не приводит к какому-либо вращению объекта, и в обоих случаях это объясняется правильным релятивистским учётом преобразования всех соответствующих сил, импульсов и создаваемых ими ускорений. Ранняя история описаний этого эксперимента рассмотрена Янссеном (1995).

### Ток Лауэ
Первое решение парадокса Траутона — Нобла было дано Хендриком Лоренцем в 1904 году. Его результат основан на предположении, что крутящий момент и импульс из-за электростатических сил компенсируются крутящим моментом и импульсом из-за молекулярных сил.
Эта идея получила дальнейшее развитие в работе Макса фон Лауэ в 1911 году, который дал стандартное решение для такого рода парадоксов. В её основе лежала так называемая «инерция энергии» в её общей формулировке Макса Планка. Согласно Лауэ, энергетический поток, связанный с определённым импульсом («лауэвский ток»), возникает в движущихся телах за счёт упругих напряжений. Результирующий механический крутящий момент в случае эксперимента Траутона — Нобла имеет величину:
{\displaystyle \tau =E'{\frac {v^{2}}{c^{2}}}\sin 2\alpha '}
а в прямоугольном рычаге:
{\displaystyle \tau =L_{0}\cdot f'_{x}\cdot {\frac {v^{2}}{c^{2}}}}
который точно компенсирует упомянутый выше электромагнитный момент, поэтому вращение не происходит в обоих случаях. Или другими словами: электромагнитный момент фактически необходим для равномерного движения тела, то есть для того, чтобы препятствовать вращению тела за счёт механического момента, вызванного упругими напряжениями.
С тех пор появилось много статей, в которых развивалось током Лауэ с некоторыми модификациями или переформулировками, а также включались различные варианты «скрытого» импульса.

### Переформулировки силы и импульса
Других авторов не удовлетворяла идея о том, что крутящие моменты и противодействующие моменты возникают только потому, что выбираются разные инерциальные системы отсчёта. Их цель состояла в том, чтобы с самого начала заменить стандартные выражения для импульса и силы и, следовательно, равновесия явно лоренц-ковариантными. Таким образом, когда в покоящейся системе отсчёта рассматриваемого объекта нет крутящего момента, то нет крутящих моментов и в других системах. Это аналогично проблеме 4/3 электромагнитной массы электронов, где аналогичные методы использовались Энрико Ферми (1921) и Фрицем Рорлихом (1960). В стандартной формулировке релятивистской динамики можно использовать гиперплоскости одновременности любого наблюдателя, в то время как в определении Ферми/Рорлиха следует использовать гиперплоскость одновременности системы покоя объекта. По словам Янссена, выбор между стандартной моделью Лауэ и такими альтернативами является просто делом соглашения.
Следуя этой линии рассуждений, Рорлих (1966) различал «кажущиеся» и «истинные» преобразования Лоренца. Например, «истинное» преобразование длины будет результатом прямого применения преобразования Лоренца, которое даёт неодновременные положения конечных точек в другом кадре. С другой стороны, сокращение длины было бы примером кажущегося преобразования, поскольку одновременные положения конечных точек в движущейся системе отсчета должны быть рассчитаны в дополнение к начальному преобразованию Лоренца. Кроме того, Cavalleri/Salgarelli (1969) различали «синхронные» и «асинхронные» состояния равновесия. По их мнению, синхронный учёт сил следует использовать только для неподвижной системы отсчета объекта, а в движущихся системах те же силы следует учитывать асинхронно.

### Сила и ускорение
Решение без компенсирующих сил или переопределений силы и равновесия было опубликовано Ричардом С. Толменом и Полом Софусом Эпштейном в 1911 году. Аналогичное решение было повторно обнаружено Франклином (2006). Они намекали на то, что сила и ускорение не всегда имеют одно и то же направление, то есть отношение массы, силы и ускорения имеет в теории относительности тензорный характер. Таким образом, роль, которую играет понятие силы в теории относительности, сильно отличается от роли в ньютоновской механике.
Эпштейн представил себе безмассовый стержень с концами OM, который закреплён в точке O, а в точке M закреплена частица с массой покоя m. Стержень охватывает угол {\displaystyle \tan \alpha \!} с О. Теперь к ОМ приложена сила в точке М, и равновесие в его системе покоя достигается, когда {\displaystyle {\tfrac {f'_{x}}{f'_{y}}}=\tan \alpha '}. Как уже было показано выше, в неподвижной системе отсчёта эти силы имеют вид:
{\displaystyle f_{x}=f'_{x},\ f_{y}=f'_{y}\cdot {\sqrt {1-{\frac {v^{2}}{c^{2}}}}},\ \tan \alpha =\tan \alpha '{\sqrt {1-{\frac {v^{2}}{c^{2}}}}}}
Таким образом
{\displaystyle {\frac {f_{x}}{f_{y}}}={\frac {\tan \alpha }{1-{\frac {v^{2}}{c^{2}}}}}} .
Тогда результирующая сила не направлена прямо от О к М. Приводит ли это к вращению стержня? Нет, потому что теперь Эпштейн рассмотрел ускорения, вызванные двумя силами. Релятивистские выражения для случая, когда масса m ускоряется этими двумя силами в продольном и поперечном направлениях, таковы:
{\displaystyle a_{x}={\frac {f_{x}}{m\gamma ^{3}}},\ a_{y}={\frac {f_{y}}{m\gamma }}}, где {\displaystyle \gamma ={\frac {1}{\sqrt {1-{\frac {v^{2}}{c^{2}}}}}}} .
Таким образом
{\displaystyle {\frac {a_{x}}{a_{y}}}=\tan \alpha } .
Тогда в этой системе также не происходит вращения. Аналогичные соображения также применимы к прямоугольному рычагу и парадоксу Траутона — Нобла. Таким образом, парадоксы разрешаются, поскольку два ускорения (в виде векторов) указывают на центр тяжести системы (конденсатора), а две силы — нет.
Эпштейн добавил, что если кто-то находит более удовлетворительным восстановить параллелизм между силой и ускорением, к которому мы привыкли в ньютоновской механике, он должен включить компенсирующую силу, которая формально соответствует току Лауэ. Эпштейн разработал такой формализм в последующих разделах своей статьи от 1911 года.